# 阿發師
阿發師（1960年9月26日—），本名施建發，台灣廚師，專長為台式料理，於青青餐廳擔任主廚。人稱台灣廚神

## 生平
阿發師出生於餐飲世家，祖父於彰化鹿港賣小吃，父親施姓賢與母親施胡玉霞皆從事餐飲業，阿發師從小便在家中的店幫忙，自認啟蒙恩師為其母親，14歲時到日式餐廳當餐飲學徒，隨後於北投酒家學習酒家菜、粵菜、台菜。18歲時隨父母搬至土城，父母開了青青餐廳，後來由阿發師接掌經營。阿發師的次子施捷夫與長女施捷宜也都從事餐飲相關行業。

## 廚藝傳授
阿發師除了擔任多個美食競賽評審，亦參與許多大專院校餐飲科系的技術指導。
- 2015年，正修科技大學餐飲系邀請擔任客座教授。[8]
- 2016年，稻江科技暨管理學院餐飲管理學系邀請擔任特聘專技教授。[9]
- 2017年，開平餐飲學校邀請擔任拜師大典受拜師。[10]
- 2021年，大成商工邀請擔任餐飲科教學顧問。[11]

## 演藝
- 1995年，電影《飲食男女》中的手部替身演員及廚藝幕後顧問。[12]
- 2013年，電影《總舖師》飲食顧問。[3]
- 2020年，台灣實境節目《料理之王》擔任明星大廚輔導選手。
- 2021年，台灣實境節目《料理之王2》擔任首席導師。[13]

## 比賽得獎
- 1989年餐飲宴席用米食創作觀摩競賽佳作
- 1989年中華民國百家名廚技藝競賽金獎狀
- 1991年台北中華美食展素食組銀鼎
- 1992年台北中華美食展素食組金牌
- 1992年台北美食創意菜組銅牌
- 1993年中華美食展國際廚藝團體賽組金鼎
- 1992年第1屆中國烹飪世界大賽個人賽熱菜項目金獎
- 1996年上海市烹飪大賽創意菜金鼎獎
- 2003年中國民間、民族菜餚華西美食節菜餚比賽團體賽特金獎
- 2003年中國民間、民族菜餚華西美食節菜餚比賽展台特金鼎
- 2004年新加坡御廚FHA國際中餐筵席爭霸賽初賽金牌獎
- 2004年新加坡御廚FHA國際中餐筵席爭霸賽決賽冠軍
- 2004年第十四屆中國福州廚師節暨中國海峽兩岸美食節榮獲金廚獎
- 2004年第十四屆中國福州廚師節暨中國海峽兩岸美食節展台特金獎
- 2004年榮獲台北市文化局大城市小人物的主題人物之一
- 2004年廣州第五屆中國烹飪世界大賽A組團體賽金鼎獎
- 2004年廣州第五屆中國烹飪世界大賽美食展臺展示金鼎獎
- 2004年廣州第五屆中國烹飪世界大賽美食展臺展示最佳設計創意獎
- 2004年中國泉州海峽兩岸美食節暨美食烹飪大賽金獎
- 2004年中國泉州海峽兩岸美食節暨美食烹飪大賽榮獲金牌特別獎
- 2004年中國泉州海峽兩岸美食節暨美食烹飪大賽活動特邀評委
- 2004年(泉洒杯)海峽兩岸美食節美食烹飪電視大獎賽表演獎
- 2004年榮獲扶輪百週年傑出餐飲人士
- 2011年世界中國烹飪聯合會-特授中餐推廣最佳貢獻獎
- 2011年行政院衛生署食品藥物管理局-100年度優良廚師
- 2011年全國性人民團體職員當選
- 2011年內政部全國性及區級人民團體負責人當選證書
- 2012年海峽兩岸美食文化論壇-10大名廚2012年台灣精英俱樂部證書
- 2013年第三屆海峽兩岸美食文化交流十大杰出人士
- 2013年高雄餐飲學校-佛跳牆論文組第3名
- 2016年交通部觀光局-優良觀光產業及從業人員
- 2016年海峽兩岸美食文化交流論壇金牌獎

## 經歷
- 1994年中影飲食男女餐飲顧問、坎城影展酒會表演
- 1995年中影飲食男女奧斯卡記者會表演
- 1996年中國廣播公司日日春節「青春與美容」單元主講人
- 1998年南台灣美食展廚藝競賽評審
- 2002年獲邀台中交通旅遊局普洱藥膳宴席食譜製作
- 2005年中國上海第七屆烹飪藝術比賽擔任裁判-榮譽証書
- 2005年1月獲邀總統府春宴-宴席主辦人
- 2006年榮獲世界中國烹飪聯合會國際中餐大師證書
- 2006年山東濟南中國藥膳美食文化節之中國藥膳烹調技藝大展擔任評委-榮譽証書
- 2012年台灣精英名廚俱樂部-榮譽部長
- 2012年亞太十大國際黃金名廚
- 中華美食交流協會理事長（第九屆、第十屆）[14][15]

## 外部連結
- 名廚現身2〉阿發師 母親、客人與異業，三師調教名廚神 （页面存档备份，存于）
- 中天新聞》飲食男女替手 阿發師推新台菜 （页面存档备份，存于）
- 李安獨具慧眼 預見台灣廚神阿發師 第027集 part1【台灣1001個故事】2010年 （页面存档备份，存于）